# Área de Radiodifusión Europea

Mapa que muestra la Zona de Radiodifusión Europea en rojo

El Área de Radiodifusión Europea está definida por la Unión Internacional de Telecomunicaciones como:
El "Área de Radiodifusión Europea" está limitada al oeste por el límite occidental de la Región 1, al este por el meridiano 40° Este respecto al de Greenwich y al sur por el paralelo 30° Norte que incluye la parte norte de Arabia Saudita y la parte de los países que bordean con el mediterráneo dentro de estos límites. Adicionalmente, Armenia, Azerbaiyán, Georgia y las partes de los territorios de Iraq, Jordania, República Árabe Siria, Turquía y Ucrania situadas fuera de los límites arriba están incluidos en el Área de Radiodifusión Europea.
El Área de Radiodifusión Europea incluye territorio fuera de Europa y excluye territorio que es parte de Europa. El Kazajistán Occidental está parcialmente localizado en Europa, pero está fuera del Área de Radiodifusión Europea.
Los límites del Área de Radiodifusión Europea tienen su origen en las regiones atendidas y unidas por cables de telégrafo en el siglo XIX y principios del XX. El Área de Radiodifusión Europea es parte de la definición de elegibilidad como miembro activo de la Unión Europea de Radiodifusión y por lo tanto, de la participación en el Festival de la Canción de Eurovisión.

## Lista de países dentro del Área
- Albania
- Alemania
- Andorra
- Arabia Saudita
- Argelia
- Armenia
- Austria
- Azerbaiyán
- Bélgica
- Bielorrusia
- Bosnia y Herzegovina
- Bulgaria
- Chipre
- Croacia
- Dinamarca
- Egipto
- Eslovaquia
- Eslovenia
- España
- Estonia
- Finlandia
- Francia
- Georgia
- Grecia
- Hungría
- Irak
- Irlanda
- Islandia
- Israel*
- Italia
- Jordania
- Kosovo*
- Letonia
- Líbano
- Libia
- Liechtenstein
- Lituania
- Luxemburgo
- Macedonia del Norte
- Malta
- Marruecos
- Moldavia
- Mónaco
- Montenegro
- Noruega
- Países Bajos
- Palestina*
- Polonia
- Portugal
- Reino Unido
- República Checa
- Rumania
- Rusia
- San Marino
- Serbia
- Siria
- Suecia
- Suiza
- Túnez
- Turquía
- Ucrania
- Ciudad del Vaticano

Con asterisco, Estados parcialmente reconocidos.

Además, las siguientes regiones se encuentran dentro del Área de Radiodifusión Europea, pero no son habitualmente considerados parte del área porque no están reconocidos como Estado por la mayoría de los países. En su lugar, sus derechos y deberes los ejerce en su nombre el Estado del que nominalmente forman parte:
- Abjasia, (Georgia).
- Osetia del Sur, (Georgia).
- Artsaj, (Azerbaiyán).
- Chipre del Norte, (Chipre).
- Transnistria, (Moldavia).